# بيتر غراهام (عسكري)
بيتر غراهام (بالإنجليزية: Peter Graham)‏ هو عسكري بريطاني، ولد في 14 مارس 1937.